# Allophorocera australis
Allophorocera australis là một loài ruồi trong họ Tachinidae.